# Azuloscurocasinegro
Azuloscurocasinegro is een film uit 2006, geregisseerd door Daniel Sánchez Arévalo.

## Verhaal
Jorge (Quim Gutiérrez) is een twintiger die als portier in een appartementencomplex werkt om zijn vader Andrés (Héctor Colomé) te ondersteunen, die zeven jaar geleden een herseninfarct heeft gehad. Jorge heeft een diploma in bedrijfsadministratie en droomt van een betere baan. Het wordt niet makkelijker wanneer zijn broer Antonio (Antonio de la Torre) hem vraagt om Paula (Marta Etura), die ook gevangenzit, zwanger te maken, zodat ze kan worden overgedragen aan de kraamafdeling.

## Rolverdeling
| Acteur              | Personage |
| ------------------- | --------- |
| Quim Gutiérrez      | Jorge     |
| Marta Etura         | Paula     |
| Antonio de la Torre | Antonio   |
| Héctor Colomé       | Andrés    |
| Raúl Arévalo        | Israel    |
| Eva Pallares        | Natalia   |
| Manuel Morón        | Fernando  |
| Ana Wagener         | Ana       |

## Ontvangst

### Recensies
Op Rotten Tomatoes geeft 72% van de 18 recensenten de film een positieve recensie, met een gemiddelde score van 6,49/10.

### Prijzen en nominaties
De film werd genomineerd voor zes Premios Goya, waarvan de film er drie won.
| Jaar | Prijs                       | Categorie                   | Genomineerde               | Resultaat   |
| ---- | --------------------------- | --------------------------- | -------------------------- | ----------- |
| 2006 | Tallinn (10de editie)       | Gouden Wolf voor beste film | Azuloscurocasinegro        | Gewonnen    |
| 2007 | Premios Goya (21ste editie) | Beste actrice               | Azuloscurocasinegro        | Genomineerd |
| 2007 | Premios Goya (21ste editie) | Beste mannelijke bijrol     | Antonio de la Torre        | Gewonnen    |
| 2007 | Premios Goya (21ste editie) | Beste debuterend acteur     | Quim Gutiérrez             | Gewonnen    |
| 2007 | Premios Goya (21ste editie) | Beste origineel scenario    | Daniel Sánchez Arévalo     | Genomineerd |
| 2007 | Premios Goya (21ste editie) | Beste debuterend regisseur  | Daniel Sánchez Arévalo     | Gewonnen    |
| 2007 | Premios Goya (21ste editie) | Beste origineel nummer      | Alba Gárate ("Imaginarte") | Genomineerd |